# Bouscarle cannelle
Bradypterus cinnamomeus
Espèce
Statut de conservation UICN

 LC  : Préoccupation mineure
La Bouscarle cannelle (Bradypterus cinnamomeus) est une espèce d'oiseaux de la famille des Locustellidae.

## Répartition
Cet oiseau peuple les régions élevées d'Afrique de l'Est.

## Habitat
Son habitat naturel est les forêts humides tropicales et subtropicales en montagne et les zones de broussailles.

## Liste des sous-espèces
Selon la classification de référence du Congrès ornithologique international (14.2, 2024) :
- B. c. cavei MacDonald (en), 1939 — monts Imatong
- B. c. cinnamomeus (Rüppell, 1840) — des hauts plateaux abyssins au nord de la Tanzanie
- B. c. mildbreadi Reichenow, 1908 — forêts d'altitude du rift Albertin
- B. c. nyassae Shelley, 1893 — Afrique de l'Est australe